# New Tazewell, Tennessee
New Tazewell, Tennessee (енгл. New Tazewell) град је у америчкој савезној држави Тенеси.

## Демографија
По попису из 2010. године број становника је 3.037, што је 166 (5,8%) становника више него 2000. године.
| Група             | 2000.         | 2010.         |
| Белци             | 2.754 (95,9%) | 2.892 (95,2%) |
| Афроамериканци    | 42 (1,5%)     | 37 (1,2%)     |
| Азијати           | 12 (0,4%)     | 11 (0,4%)     |
| Хиспаноамериканци | 30 (1,0%)     | 39 (1,3%)     |
| Укупно            | 2.871         | 3.037         |